# Гере-Юго-Западный (кантон)
Гере-Юго-Западный (фр. Guéret-Sud-Ouest) — кантон во Франции, находится в регионе Лимузен. Департамент кантона — Крёз. Входит в состав округа Гере. Население кантона на 2006 год составляло 5219 человек.
Код INSEE кантона 2327. Всего в кантон Гере-Юго-Западный входят 5 коммун, из них главной коммуной является Гере-Юго-Западный.

## Коммуны кантона
- Гере-Юго-Западный
- Ла-Шапель-Тайфер — население 363 чел.
- Сен-Кристоф — население 122 чел.
- Сен-Виктор-ан-Марш — население 353 чел.
- Савен — население 217 чел.